# Cîșlița-Prut, Cahul
Cîșlița-Prut este un sat din raionul Cahul, Republica Moldova. Este situată pe malul stâng al Prutului. Se învecinează la nord cu localitatea Slobozia Mare, iar la sud cu localitatea Giurgiulești. Până la ocupația sovietică a făcut parte din plasa Reni, județul Ismail. În perioada ocupației sovietice a făcut parte din raionul Vulcănești.

## Populație
Structură etnică
     moldoveni (78,08%)
     români (19,57%)
     romi (1,27%)
     alte etnii / nedeclarată (1,08%)
Conform datelor recensământului din 2014, populația localității este de 1.104 locuitori, dintre care 528 (47,8%) bărbați și 576 (52,2%) femei. Structura etnică a populației în cadrul localității arată astfel:
- localnici declarați moldoveni — 862;
- localnici declarați români — 216;
- romi — 14;
- ucraineni, ruși, găgăuzi — cel mult 5 fiecare;
- altele / nedeclarată — cel mult 5.

La recensământul din 2004, localitatea avea 1.271 de locuitori.

## Administrație și politică
Componența Consiliului local Cîșlița-Prut (9 consilieri), ales la 5 noiembrie 2023, este următoarea:
|  | Partid                                       | Consilieri | Componență | Componență | Componență | Componență | Componență | Componență |
|  | -------------------------------------------- | ---------- | ---------- | ---------- | ---------- | ---------- | ---------- | ---------- |
|  | Partidul Socialiștilor din Republica Moldova | 6          |            |            |            |            |            |            |
|  | Partidul Acțiune și Solidaritate             | 3          |            |            |            |            |            |            |

## Economie
La data de 19 august 2014 în localitate a fost inaugurată prima transbordare a cerealelor pe râul Prut. Grânele au fost încărcate într-un utilaj special, ponton, pentru ca mai apoi să fie preluate de o navă maritimă. Primele două barje, încărcate cu câte 700 tone de grâu, vor ajunge până la porturile Reni și Constanța, de aici, ulterior marfa va fi încărcată pe o navă, destinația finală fiind Egipt.
Ministrul Transporturilor și Infrastructurii drumurilor, Vasile Botnari, a menționat: „Crearea unui astfel punct de încărcare a cerealelor, transportate ulterior pe râul Prut, va facilita exportul de cereale, întrucât agenții economici se confruntau cu un deficit de vagoane marfare și autocamioane pentru export”.

## Personalități
- Gheorghe Ion Marin
- Ilie Vancea